# Papilio indra
Papilio indra (лат.) — вид дневных бабочек рода хвостоносцы из семейства парусников.

## Распространение
Обитают на западе Северной Америки. Эту бабочку можно найти в пересеченной, засушливой или гористой местности.

## Описание
Окрас бабочки в целом чёрный. У неё очень короткие хвосты и темно-синие полумесяцы на верхней стороне заднего крыла.

## Жизненный цикл
В год бывает один выводок. Питаются на растениях из рода Lomatium.

## Подвиды
Перечислены в алфавитном порядке:
- P. i. calcicola Emmel & Griffin, 1998
- P. i. fordi Comstock & Martin, 1956
- P. i. indra Reakirt, 1866
- P. i. kaibabensis Bauer, 1955
- P. i. martini T. & J. Emmel, 1966
- P. i. minori Cross, 1936
- P. i. nevadensis T. & J. Emmel, 1971
- P. i. panamintensis Emmel, 1982
- P. i. pygmaeus J. Emmel, T. Emmel & Griffin, 1998
- P. i. pergamus H. Edwards, 1874
- P. i. phyllisae J. Emmel, 1982
- P. i. shastensis Emmel & Emmel, 1998

Существует еще один пока безымянный подвид.